# Venustoraphidia renate
Venustoraphidia renate är en halssländeart som först beskrevs av H. Aspöck och U. Aspöck 1974.  Venustoraphidia renate ingår i släktet Venustoraphidia och familjen ormhalssländor. Inga underarter finns listade i Catalogue of Life.